# Élections législatives de 1876 dans les Bouches-du-Rhône
Les élections législatives de 1876 ont eu lieu les 20 février et 5 mars 1876.

## Députés élus
|   | Circonscription  | Député élu                        |  | Groupe parlementaire        |
| - | ---------------- | --------------------------------- |  | --------------------------- |
| 1 | Arles            | Augustin Tardieu                  |  | Union républicaine          |
| 2 | 1re d'Aix        | Édouard Lockroy                   |  | Républicains intransigeants |
| 3 | 2e d'Aix         | Alexandre Labadié                 |  | Gauche républicaine         |
| 4 | 1re de Marseille | Léon Gambetta puis Xavier Bouquet |  | Union républicaine          |
| 5 | 2e de Marseille  | François-Vincent Raspail          |  | Gauche républicaine         |
| 6 | 3e de Marseille  | Maurice Rouvier                   |  | Union républicaine          |
| 7 | 4e de Marseille  | Émile Bouchet                     |  | Union républicaine          |

## Résultats à l'échelle du département
| Partis         | Partis                      | Premier tour | Premier tour | Deuxième tour | Deuxième tour | Sièges |
| Partis         | Partis                      | Voix         | %            | Voix          | %             | Sièges |
| -------------- | --------------------------- | ------------ | ------------ | ------------- | ------------- | ------ |
|                | Légitimistes                | 24 657       | 26,79        | 2 544         | 15,09         | 0      |
|                | Républicains radicaux       | 24 625       | 26,76        |               |               | 3      |
|                | Républicains intransigeants | 21 574       | 23,44        | 10 852        | 64,37         | 3      |
|                | Républicains modérés        | 15 333       | 16,66        | 3 464         | 20,55         | 1      |
|                | Constitutionnels            | 4 891        | 5,31         |               |               | 0      |
|                | Bonapartistes               | 944          | 1,03         | 0             |               |        |
|                |                             |              |              |               |               |        |
| Inscrits       | Inscrits                    | 124 232      | 100,00       | 32 932        | 100,00        | 7      |
| Votants        | Votants                     | 94 149       | 75,78        | 17 030        | 51,71         |        |
| Abstentions    | Abstentions                 | 30 083       | 24,22        | 15 902        | 48,29         |        |
| Blancs et nuls | Blancs et nuls              | 2 125        | 2,26         | 170           | 1,00          |        |
| Exprimés       | Exprimés                    | 92 024       | 97,74        | 16 860        | 99,00         |        |

## Résultats par arrondissement

### Arrondissement d'Arles
| Candidats      | Candidats                   | Étiquette           | Premier tour | Premier tour |
| Candidats      | Candidats                   | Étiquette           | Voix         | %            |
| -------------- | --------------------------- | ------------------- | ------------ | ------------ |
|                | Augustin Tardieu            | Républicain radical | 9 764        | 51,44        |
|                | Joseph Teissier de Cadillan | Légitimiste         | 9 218        | 48,56        |
|                |                             |                     |              |              |
| Inscrits       | Inscrits                    | Inscrits            | 25 834       | 100,00       |
| Votants        | Votants                     | Votants             | 19 021       | 73,63        |
| Abstention     | Abstention                  | Abstention          | 6 813        | 26,37        |
| Blancs et nuls | Blancs et nuls              | Blancs et nuls      | 39           | 0,21         |
| Exprimés       | Exprimés                    | Exprimés            | 18 982       | 99,79        |

### Arrondissement d'Aix

#### 1recirconscription
| Candidats      | Candidats       | Étiquette                 | Premier tour | Premier tour | Deuxième tour | Deuxième tour |
| Candidats      | Candidats       | Étiquette                 | Voix         | %            | Voix          | %             |
| -------------- | --------------- | ------------------------- | ------------ | ------------ | ------------- | ------------- |
|                | Édouard Lockroy | Républicain intransigeant | 5 580        | 47,84        | 5 396         | 100,00        |
|                | De Séranon      | Légitimiste               | 3 996        | 34,26        |               |               |
|                | Alexis          | Républicain modéré        | 2 087        | 17,89        |               |               |
|                |                 |                           |              |              |               |               |
| Inscrits       | Inscrits        | Inscrits                  | 16 035       | 100,00       | 16 064        | 100,00        |
| Votants        | Votants         | Votants                   | 11 739       | 73,21        | 5 536         | 34,46         |
| Abstention     | Abstention      | Abstention                | 4 296        | 26,79        | 10 528        | 65,54         |
| Blancs et nuls | Blancs et nuls  | Blancs et nuls            | 76           | 0,65         | 140           | 2,53          |
| Exprimés       | Exprimés        | Exprimés                  | 11 663       | 99,35        | 5 396         | 97,47         |

#### 2ecirconscription
| Candidats      | Candidats         | Étiquette          | Premier tour | Premier tour |
| Candidats      | Candidats         | Étiquette          | Voix         | %            |
| -------------- | ----------------- | ------------------ | ------------ | ------------ |
|                | Alexandre Labadié | Républicain modéré | 6 506        | 57,09        |
|                | Alexandre Clapier | Constitutionnel    | 4 891        | 42,91        |
|                |                   |                    |              |              |
| Inscrits       | Inscrits          | Inscrits           | 16 355       | 100,00       |
| Votants        | Votants           | Votants            | 11 548       | 70,61        |
| Abstention     | Abstention        | Abstention         | 4 807        | 29,39        |
| Blancs et nuls | Blancs et nuls    | Blancs et nuls     | 151          | 1,31         |
| Exprimés       | Exprimés          | Exprimés           | 11 397       | 98,69        |

### Arrondissement de Marseille

#### 1recirconscription
| Candidats      | Candidats       | Étiquette                 | Premier tour | Premier tour |
| Candidats      | Candidats       | Étiquette                 | Voix         | %            |
| -------------- | --------------- | ------------------------- | ------------ | ------------ |
|                | Léon Gambetta   | Républicain radical       | 6 358        | 59,18        |
|                | Alfred Naquet   | Républicain intransigeant | 1 959        | 18,23        |
|                | Adrien Maggiolo | Légitimiste               | 1 483        | 13,80        |
|                | Bourcart        | Bonapartiste              | 944          | 8,79         |
|                |                 |                           |              |              |
| Inscrits       | Inscrits        | Inscrits                  | 13 659       | 100,00       |
| Votants        | Votants         | Votants                   | 10 808       | 79,13        |
| Abstention     | Abstention      | Abstention                | 2 851        | 20,87        |
| Blancs et nuls | Blancs et nuls  | Blancs et nuls            | 64           | 0,59         |
| Exprimés       | Exprimés        | Exprimés                  | 10 744       | 99,41        |

##### Élection complémentaire du 16 avril 1876 en remplacement de Léon Gambetta
| Candidats      | Candidats                   | Étiquette                 | Premier tour | Premier tour |
| Candidats      | Candidats                   | Étiquette                 | Voix         | %            |
| -------------- | --------------------------- | ------------------------- | ------------ | ------------ |
|                | Xavier Bouquet              | Républicain intransigeant | 4 244        | 53,63        |
|                | Louis-Antoine Garnier-Pagès | Républicain modéré        | 1 938        | 24,49        |
|                | Louis-Antoine Delpech       | Républicain radical       | 1 732        | 21,89        |
|                |                             |                           |              |              |
| Inscrits       | Inscrits                    | Inscrits                  | 14 440       | 100,00       |
| Votants        | Votants                     | Votants                   | 8 145        | 56,41        |
| Abstention     | Abstention                  | Abstention                | 6 295        | 43,59        |
| Blancs et nuls | Blancs et nuls              | Blancs et nuls            | 231          | 2,84         |
| Exprimés       | Exprimés                    | Exprimés                  | 7 914        | 97,16        |

#### 2ecirconscription
| Candidats      | Candidats                | Étiquette                 | Premier tour | Premier tour | Deuxième tour | Deuxième tour |
| Candidats      | Candidats                | Étiquette                 | Voix         | %            | Voix          | %             |
| -------------- | ------------------------ | ------------------------- | ------------ | ------------ | ------------- | ------------- |
|                | François-Vincent Raspail | Républicain intransigeant | 5 163        | 41,03        | 5 456         | 47,59         |
|                | Henri Amat               | Républicain modéré        | 4 164        | 33,09        | 3 464         | 30,22         |
|                | De Coriolis              | Légitimiste               | 3 257        | 25,88        | 2 544         | 22,19         |
|                |                          |                           |              |              |               |               |
| Inscrits       | Inscrits                 | Inscrits                  | 16 868       | 100,00       | 16 868        | 100,00        |
| Votants        | Votants                  | Votants                   | 12 756       | 75,62        | 11 494        | 68,14         |
| Abstention     | Abstention               | Abstention                | 4 112        | 24,38        | 5 374         | 31,86         |
| Blancs et nuls | Blancs et nuls           | Blancs et nuls            | 172          | 1,35         | 30            | 0,26          |
| Exprimés       | Exprimés                 | Exprimés                  | 12 584       | 98,65        | 11 464        | 99,74         |

#### 3ecirconscription
| Candidats      | Candidats         | Étiquette           | Premier tour | Premier tour |
| Candidats      | Candidats         | Étiquette           | Voix         | %            |
| -------------- | ----------------- | ------------------- | ------------ | ------------ |
|                | Maurice Rouvier   | Républicain radical | 8 503        | 70,83        |
|                | Rostan d'Ancézune | Légitimiste         | 3 501        | 29,17        |
|                |                   |                     |              |              |
| Inscrits       | Inscrits          | Inscrits            | 16 470       | 100,00       |
| Votants        | Votants           | Votants             | 12 534       | 76,10        |
| Abstention     | Abstention        | Abstention          | 3 936        | 23,90        |
| Blancs et nuls | Blancs et nuls    | Blancs et nuls      | 530          | 4,23         |
| Exprimés       | Exprimés          | Exprimés            | 12 004       | 95,77        |

#### 4ecirconscription
| Candidats      | Candidats                  | Étiquette                 | Premier tour | Premier tour |
| Candidats      | Candidats                  | Étiquette                 | Voix         | %            |
| -------------- | -------------------------- | ------------------------- | ------------ | ------------ |
|                | Émile Bouchet              | Républicain intransigeant | 8 872        | 60,56        |
|                | De Sabran-Pontevès         | Légitimiste               | 3 202        | 21,86        |
|                | Louis Guibert de la Ciotat | Républicain modéré        | 2 576        | 17,58        |
|                |                            |                           |              |              |
| Inscrits       | Inscrits                   | Inscrits                  | 19 011       | 100,00       |
| Votants        | Votants                    | Votants                   | 15 743       | 82,81        |
| Abstention     | Abstention                 | Abstention                | 3 268        | 17,19        |
| Blancs et nuls | Blancs et nuls             | Blancs et nuls            | 1 093        | 6,94         |
| Exprimés       | Exprimés                   | Exprimés                  | 14 650       | 93,06        |